# Yachiyo, Chiba
Yachiyo (八千代市 Yachiyo-shi) là một thành phố thuộc tỉnh Chiba, Nhật Bản.